# Olga Shekel
Olga Shekel, née le 28 mai 1994, est une coureuse cycliste ukrainienne. Elle est notamment médaillée d'argent du championnat d'Europe du contre-la-montre espoirs 2015.

## Palmarès

### Par année
- 2015
  -  Médaillée d'argent du championnat d'Europe du contre-la-montre espoirs
- 2017
  - 2e du VR Women ITT
  - 3e du championnat d'Ukraine sur route
- 2018
  - 2e du Horizon Park Women Challenge
  - 3e du VR Women ITT
  - 3e du championnat d'Ukraine du contre-la-montre
- 2019
  -  Championne d'Ukraine sur route
  - Chabany Race
  - V4 Ladies Series - Restart Zalaegerszeg
  - 2e du Grand Prix Alanya
  - 3e du championnat d'Ukraine du contre-la-montre
- 2020
  -  Championne d'Ukraine du contre-la-montre
  - Grand Prix Gazipaşa
  - 3e du championnat d'Ukraine sur route
- 2021
  - Grand Prix Velo Erciyes
  - 2e du Germenica Grand Prix
  - 3e du Kahramanmaraş Grand Prix
- 2022
  - Grand Prix Gazipaşa
  - 2e du Grand Prix Velo Alanya
  - 2e du Memorial Monica Bandini
  - 3e du Tour de Toscane
- 2023
  - Tour d'Estonie
  - 3e du Belgrade GP Woman Tour

### Classements mondiaux
| Année                                 | 2015 | 2016 | 2017 | 2018 | 2019 | 2020 | 2021 | 2022 | 2023 | 2024 |
| ------------------------------------- | ---- | ---- | ---- | ---- | ---- | ---- | ---- | ---- | ---- | ---- |
| Classement UCI                        | 253e | nc   | 175e | 136e | 122e | 64e  | 102e | 164e | 255e | 243e |
| UCI World Tour                        |      | nc   | nc   | nc   | nc   | nc   | nc   | nc   | nc   | 335e |
|                                       |      |      |      |      |      |      |      |      |      |      |
| Légende : nc = non classéSource : UCI |      |      |      |      |      |      |      |      |      |      |